# Konrad Lang (Politiker)
Johannes Georg Konrad Lang (* 14. Juni 1885 in Ludwigshafen-Friesenheim; † 26. September 1963 in Schifferstadt) war ein deutscher Kommunalpolitiker (KPD) und Abgeordneter des Provinziallandtages der preußischen Provinz Hessen-Nassau.

## Leben
Konrad Lang war der Sohn des Händlers Johann Lang (1819–1893) und dessen Ehefrau Kunigunde Zimmermann (1850–1924). Nach seiner Schulausbildung erlernte er den Beruf des Schreiners. Später war er, bevor er von 1914 bis 1916 am Ersten Weltkrieg teilnehmen musste, als Monteur in Frankfurt beschäftigt. Er war politisch engagiert, trat der USPD bei und war in den Jahren 1918 und 1919 Mitglied des Frankfurter Soldatenrates und bei der Stadtverwaltung Frankfurt am Main im Bereich des Wohnungswesens beschäftigt. Von 1919 bis 1933 war er Stadtverordneter, von 1924 an Vorsitzender der KPD-Fraktion.
In den Jahren von 1920 bis 1933 hatte er ein Mandat für den Nassauischen Kommunallandtag des preußischen Regierungsbezirks Wiesbaden, aus dessen Mitte er zum Abgeordneten des Provinziallandtages der Provinz Hessen-Nassau bestimmt wurde. Hier war er ebenso KPD-Fraktionsvorsitzender und Mitglied des Landesausschusses. Ende Februar 1933 wurde gegen ihn Schutzhaft im Frankfurter Polizeigefängnis verhängt. Grundlage für diese Maßnahme war die sogenannte Reichstagsbrandverordnung, die den Nationalsozialisten die Ausschaltung politisch Andersdenkender ermöglichte. Nach seiner Haftentlassung flüchtete Lang zu seiner Schwester nach Schifferstadt, wo er im April festgenommen und zur Schutzhaft in der Wohnung im ehemaligen Elternhaus gezwungen wurde. Nach einer langen Zeit der Arbeitslosigkeit betätigte er sich von 1938 ab als Hausierhändler. Kurz vor Ende des Krieges wurde Lang noch zu einem Schützenregiment des Landsturms eingezogen. Nach Kriegsende konnte er sich wieder politisch betätigen und war bis 1950 Vorsitzender der KPD-Fraktion im Rat der Gemeinde Schifferstadt. Als Mitglied des Stadtrates Schifferstadt war er bis 1956 in den Ausschüssen für Soziales, Kultur und Haushalt tätig.
Zuletzt war er als selbstständiger Vertreter von Haushaltswaren unterwegs.

## Schriften
1947 „Aus der Dunkelheit zum Licht“